# Bhanjanagar
Bhanjanagar es una ciudad y  comité de área notificada situada en el distrito de Ganjam en el estado de Odisha (India). Su población es de 20482 habitantes (2011). Se encuentra en la confluencia de los ríos Loharakhandi y Badanadi, a 156 km de Bhubaneswar.

## Demografía
Según el censo de 2011 la población de Bhanjanagar era de 20482 habitantes, de los cuales 10308 eran hombres y 10174 eran mujeres. Bhanjanagar tiene una tasa media de alfabetización del 89,25%, superior a la media estatal del 72,87%: la alfabetización masculina es del 93,88%, y la alfabetización femenina del 85,61%.